# Carlos Ledgard Neuhaus
Carlos Enrique Beaumont Ledgard Neuhaus (Tarata, 3 de noviembre de 1877-Lima, 1960) fue un contador de bancos y empresario peruano.

## Biografía
Hijo de Walter B. Ledgard y de la escritora Sara Neuhaus, a los nueve años se traslada de Tacna a Iquique y estudia en el Colegio de Santiago, el Instituto Nacional y en el Liceo de Iquique. Trabajó en diferentes bancos de Chile, entre ellos el Banco de Valparaíso (1891-1894) y el Banco de Chile (1894-1904). Gerente del Banco Alemán Transatlántico de 1905 a 1931, llegó a ser, desde 1939, presidente del directorio del Banco Central Hipotecario. En 1941, después de que el Banco Alemán fuera liquidado por el gobierno de Manuel Prado en plena Segunda Guerra Mundial, se convirtió en director gerente del Banco Wiese Ltdo., banco creado por los hermanos Wiese en reemplazo del alemán.
Fue cónsul honorario de Alemania en el Perú y embajador peruano en Argentina.
Se casó con María Jiménez Correa, con quien tuvo seis hijos, entre ellos Kiko y Walter Ledgard.